# Harlequints SRC

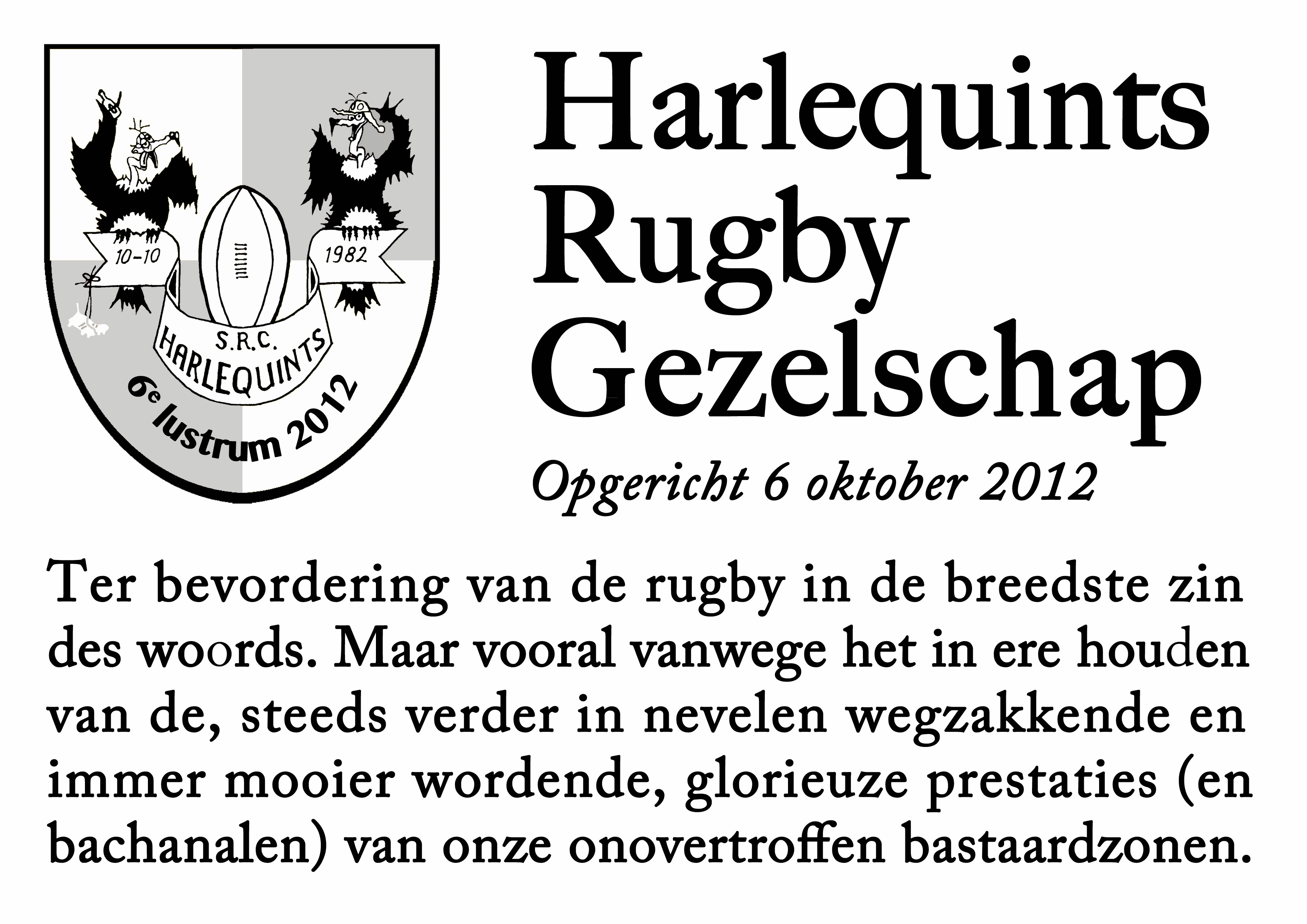
Deze plaquette werd in 2012 onthuld bij het 30-jarig bestaan van de Harlequints Students Rugby Club die van dan af verder zou gaan als Harlequints Rugby Gezelschap voor reunisten en studenten

De Harlequints Students Rugby Club was een studentenrugbyclub uit de Nederlandse stad Leiden. De vereniging werd opgericht 10 oktober 1982 als open studentenrugby subvereniging van de ALSV Quintus. De studentrugbyers waren en zijn afkomstig van Quintus, LVVS Augustinus en de Haagsche Studenten Vereeniging.
De reunisten van de Harlequints zijn vanaf 1989 t/m 1997 competitie gaan spelen onder de naam Raevengenootschap (shirt kleine blokjes geel en bordeauxrood), daarna samengegaan met ESTEC RFC.
De studentenrugbyers van de Harlequints zijn in 1995 samengegaan met de rugbysubvereniging van LSV Minerva zodat dit een open Leidse studenten rugbyvereniging werd: het Leidsch Studenten Rugby Gezelschap. 
De verenigingskleuren zijn bordeauxrood, goudgeel en zwart. Het rugbyshirt is geblokt bordeauxrood/goudgeel 4 in 4 blokken per zijde.
Bij gelegenheid van het 30-jarig bestaan werd in 2012 het Harlequints Rugby Gezelschap opgericht "ter bevordering van de rugbysport in de breedste zin des woords".
Op 19 mei 2018 is het Harlequints Rugby Fonds van start gegaan met als doel promotie van het studentenrugby in Leiden. 
Harlequints bestaat nog steeds als gezelschap en touring team  bestaande uit inmiddels zo'n 150 reünisten en studenten en neemt deel aan diverse rugbytoernooien. 

## Geschiedenis

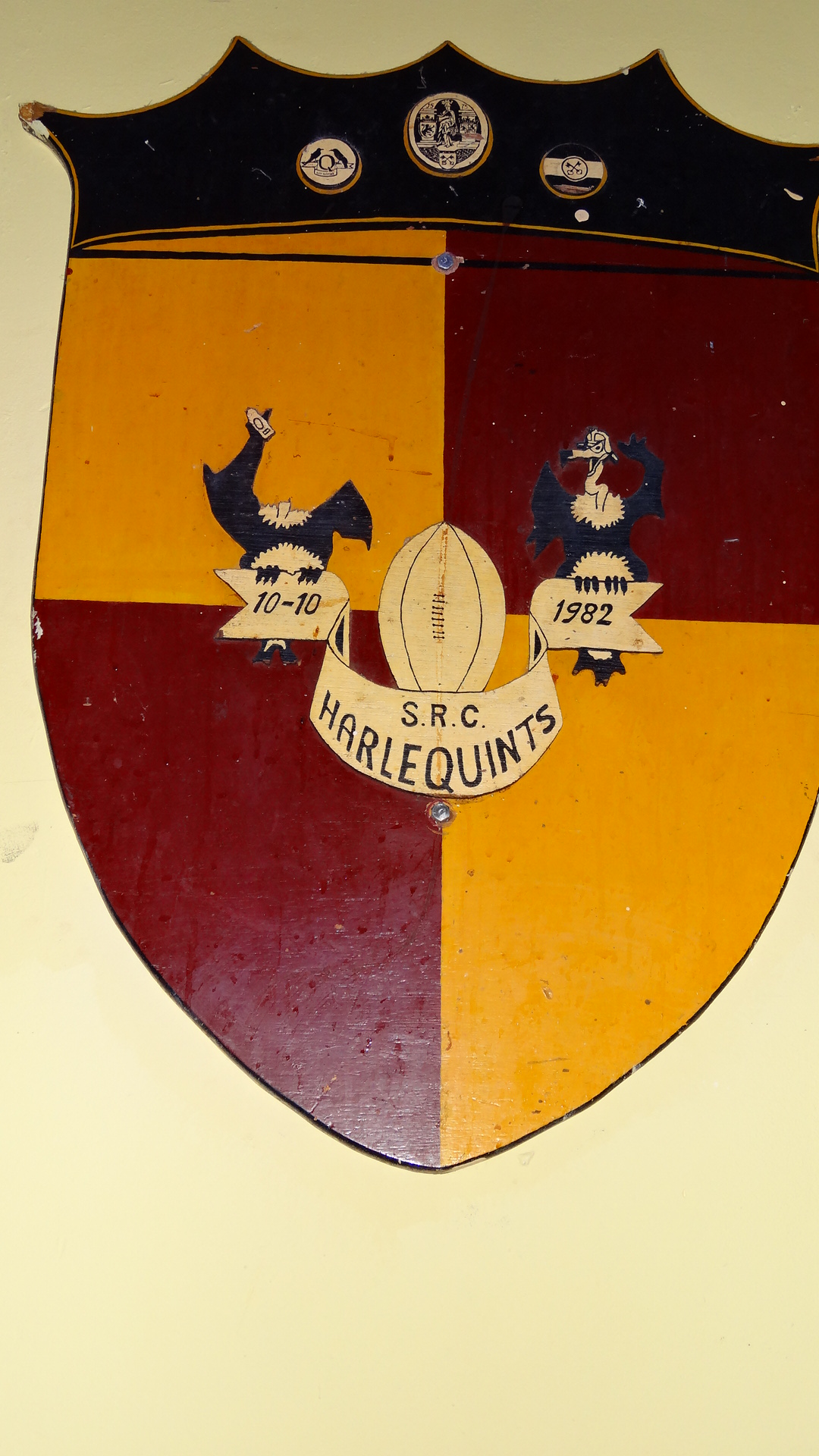
Harlequints SRC Wapenschild

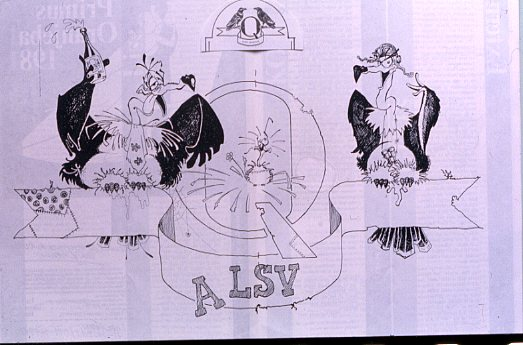
Persiflage wapen ALSV Quintus

Na sinds 1979 te hebben meegespeeld en getraind bij de Leidse Rugbyclub DIOK of het LSRG waardoor een basis aan rugbyers werd gelegd werd uiteindelijk door een aantal leden van Quintus op 10 oktober 1982 de Harlequints SRC opgericht. De Harlequints hebben met 2 teams meegespeeld in de Nederlandse Rugby Competitie. Daarnaast ontstond het "Raevengenootschap" bestaande uit oud studenten, dit team zou op toernooien acte de présence geven.
Toen in 1990 het damesrugby in Nederland 15 jaar bestond werd een damesteam opgericht "de Darlequints". De Darlequints zouden uiteindelijk samengaan met de dames van de Leidse Rugbyclub DIOK.
Het eerste team is kampioen geweest van de vijfde en vierde klasse en het tweede een keer van de vierde klasse. Mede dankzij meerdere 3/4-spelers die afkomstig waren van de Harlequints zou DIOK jarenlang achter elkaar landskampioen van Nederland worden. 
Inmiddels spelen de meeste actieve spelers van de Harlequints en Darlequints bij DIOK en LSRG.
In de topjaren waren er 45 tot 50 actieve leden. Het gezelschap telt in 2018 ruim 150 leden en vierde op 19 mei 2018 haar 35-jarig bestaan.

## Oud-rugbyinternationals
- Ben van Noort , NED B XV/Impala's
- Rob Kamp, Ned XV, NED Studenten XV, Ned B XV, Jong Oranje XV,
- Gottfried Bos, NED XV; NED Studenten XV; De Witte Raven XV / Old Lions XV ; NED VII
- Marc Michelsen,  Ned XV, Ned VII,  NED Studenten XV; De Witte Raven / Old Lions
- Joost Leemans, NED B XV; Ned Studenten XV; Ned Studenten VII;
- Sytse Oreel, Ned Studenten XV
- Joost van Rappard, Ned XV; Ned B XV
- Gerard Hulswit, Ned B XV
- Marc Tijhuis, Ned Studenten B XV
- Tjebbe Jehee, Ned XV
- Leendert van Duijn, Ned Studenten XV; Ned XV<21 en<19 en <17
- Christiaan Konstapel, Ned Studenten XV; Ned XV<21 en<19 en <17